# Station Yate
Yate is een spoorwegstation van National Rail in Yate, South Gloucestershire in Engeland. Het station is eigendom van Network Rail en wordt beheerd door Great Western Railway. 